# Качараба Степан Петрович

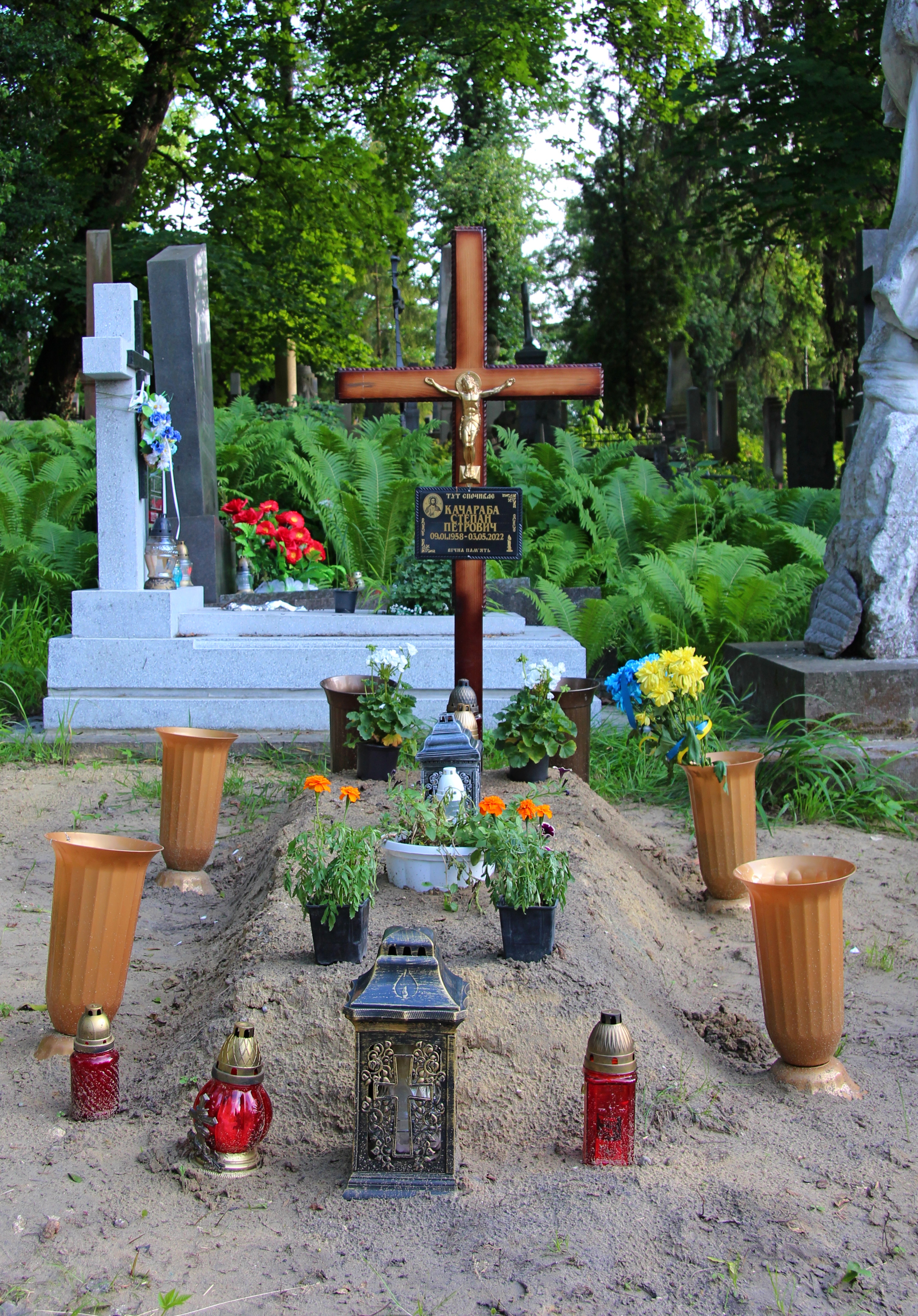

Степан Петрович Качараба (9 січня 1958, с. Молотів, Жидачівський район, Львівська область, УРСР, СРСР — 3 травня 2022, м. Львів) — український історик, краєзнавець, доктор історичних наук (2003), професор (2004), декан історичного факультету (з лютого 2019 р.), завідувач кафедри нової та новітньої історії зарубіжних країн історичного факультету Львівського національного університету імені Івана Франка, член Спеціалізованої вченої ради Інституту українознавства ім. І. Крип'якевича НАН України та Інституту народознавства НАН України, член Національної спілки краєзнавців України (2002), член редколегій «Вісника Львівського університету», член спеціалізованих рад із захисту дисертацій з історичних спеціальностей при Львівському національному університеті імені Івана Франка та Інституті українознавства імені І. Крип'якевича НАН України. У 2004—2008 роках член Експертної ради ВАК України з історичних наук. З лютого 2019 р. — декан історичного факультету ЛНУ ім. І. Франка. Заслужений професор Львівського університету (2017). Заслужений працівник освіти України (2019).

## Життєпис
Народився Степан Качараба 1958 року в с. Молотів Жидачівського району Львівської області в родині робітників.
Закінчив у 1973 році Демидівську восьмирічну школу Жидачівського району. З 1973 до 1977 року навчався у Новороздольському політехнічному технікумі. Проходив строкову служив у Радянській Армії у 1977—1979 роках.
У 1979—1980 роках навчався на підготовчому відділенні, а у 1980—1985 — на історичному факультеті Львівського університету імені Івана Франка.
З 1985 року Степан Качараба працював старшим лаборантом кафедри історії СРСР, з 1986 — асистент кафедри історії України Львівського університету імені Івана Франка.
Степан Качараба у 1990 році захистив кандидатську дисертацію на тему «Трудова еміграція із Східної Галичини і Північної Буковини наприкінці XIX — на початку XX ст.». У 2003 році захистив докторську дисертацію «Еміграція з Західної України».
З 1990 року Степан Качараба доцент кафедри історії та етнографії України Львівського університету імені Івана Франка. У 1991—1995 роках — заступник декана історичного факультету, з 1998 року — завідувач кафедри історичного краєзнавства, з 1 липня 2008 року — завідувач кафедри нової та новітньої історії.
19 лютого 2019 року рішенням Вченої ради історичного факультету ЛНУ імені Івана Франка обраний деканом факультету.
Помер 3 травня 2022 року у Львові. Похований на Личаківському цвинтарі. Могила Степана Качараби розташована у лівому верхньому куті поля 7.

## Праці
- Еміграція галицьких селян в Російську імперію в кінці XIX ст. // Український історичний журнал. — 1990. — № 9. — С. 30—36.
- Еміграція галицьких селян в Боснію і Герцоговину наприкінці XIX — на початку XX ст.// Проблеми слов'янознавства. — 1990. — № 42. — С. 66—73.
- Роль морехідних компаній і їх агентури в еміграційному процесі // Українська еміграція. Історія і сучасність. — Львів, 1992. — С. 47—58.
- Українська еміграція зі Східної Галичини і Північної Буковини в кінці XIX-на початку XX ст. — Львів, 1992.
- Сезонна еміграція галицьких і буковинських сільськогосподарських робітників до Німеччини // Вісник Львівського університету. Серія історична. Вип.28. — Львів, 1992. — С. 57—66.
- Ставлення австрійського уряду до української еміграції з Галичини та Буковини // Вісник Львівського університету. Серія історична. Вип.29. — Львів, 1993. — С. 88—99.
- Українська еміграція (1890—1914 рр.) Еміграційний рух зі Східної Галичини та Північної Буковини у 1890—1914 рр. — Львів, 1995. — 124 с. (у співавторстві).
- Еміграційна політика Польщі у міжвоєнний період // Наукові зошити історичного факультету. — Львів, 1997. — вип.1. — С. 103—105.
- Напрямки української еміграції зі Східної Галичини і Північної Буковини наприкінці XIX — на початку XX ст.// Вісник Львівського університету. Серія історична. Вип.33. — Львів, 1998. — С. 114-121.
- Участь морехідних компаній в організації переселення західноукраїнського селянства в Латинську Америку у міжвоєнний період (1918—1939 рр.) // Наукові зошити історичного факультету. Львів, 1999. — С. 169—181.
- Польське еміграційне товариство у Львові (1927—1939 рр.) // Вісник Львівського університету. Серія історична. Вип. 34. Львів, 1999. — С. 479—485.
- Оповідання і чутки про еміграцію в Галичині наприкінці XIX — на початку XX ст. // Народознавчі зошити. — Львів, 1999. — № 2. — С. 150—153.
- Еміграційний Дім у Львові // Львів: місто-суспільство-культура. Зб. наукових праць. — Т. 3. — Львів, 1999. — С. 513—517.
- Роль мореплавних компаній та їх агентури в еміграційному русі на Західній Україні (1919—1939) // Вісник Львівського університету. Серія історична. Вип.35—36. — Львів, 2000. — С. 274—285.
- Товариство «Польська опіка над співвітчизниками за кордоном» у Львові (1927—1939) // Історико-політичні проблеми сучасного світу. Збірник наукових статей. — Чернівці,. 2001. — Т.8. — С. 110—118.
- Еміграційна політика Польщі та її реалізація на Західній Україні (1919—1939) // Проблеми слов'янознавства. Вип.52. — Львів, 2002.
- Експозитура Еміграційного уряду у Львові (1923—1932) // Lwów: miasto-spoleczeństwo-kultura. Studia z dziejów Lwowa pod redakciją Kazimierza Karolczaka. — Kraków, 2002. — T.IV. — S. 333—345.
- Трудова еміграція із Західної України в Канаду (1919—1939) // Вісник Львівського університету. Серія історична. Вип.37. — Львів, 2002. — Ч.I. — С. 350—364.
- Щоденник Івана Дорундяка (До історії української еміграції в Канаду) // Вісник Львівського університету. Серія історична. Вип.37. — Львів, 2002. — Ч.II. — С. 128—172.
- Еміграція євреїв із Західної України в Палестину у 1919—1939 роках // Модерна Україна. — Київ-Львів, 2002.
- Еміграційна політика Польщі та її реалізація на Західній Україні (1919—1939) // Проблеми слов'янознавства. Збірник наукових праць Львівського національного університету ім. Ів. Франка. — Львів, 2002. — Вип.52. — С. 73—86.
- Вплив варшавського еміграційного синдикату на еміграцію із Західної України (1930—1939) // Наукові зошити історичного факультету. — 2003. — Вип.5/6. — С. 204—210.
- Еміграція з Західної України (1919—1939): монографія / С. П. Качараба. — Львів: ЛНУ ім. І. Франка, 2003. — 416 с. — ISBN 966-613-252-4.
- Трудова еміграція з Західної України: історіографія проблеми // Міжнародні зв'язки: наукові пошуки і знахідки. — Київ, Інститут історії України НАН України, 2004. — Вип.13. — С. 328—337.
- Emigracja Żydów z Ukrainy Zachodniej do Stanów Zjednoczonych w latach 1919—1939 // Świat niepożegnany / Praca zbiorowa pod redakcją Kszysztofa Jasiewicza. — London, 2004. — S. 77—87.
- Участь львів'ян в організації опіки над емігрантами (1921—1939) // Lwów: miasto-spoleczeństwo-kultura. Studia z dziejów Lwowa pod redakciją Kazimierza Karolczaka. — Kraków, 2005. — T.V. — S. 397—407.
- Від свободи імміграції до рестрикціонізму: вплив законодавства США на українську еміграцію наприкінці XIX — першій третині XX ст. // Вісник Львівського університету. Вип.39-40. — Львів, 2005. — С. 300—314.
- Віктор Голубко, Степан Качараба, Алла Середяк. Історичне краєзнавство. Навчальний посібник. Ч. І. — Львів: ЛНУ імені Івана Франка, 2006. — 180 с.
- Українська еміграція з Галичини в Аргентину наприкінці XIX — у першій третині XX ст. // Етнічна культура українців. — Львів, 2006. — С. 82–90.
- Василь Мудрий — редактор часопису «Діло» (1927—1935 роки) // Історична пам'ять. Науковий збірник. Полтава, 2007. — Вип.1. — С. 78—85.
- Сезонна еміграція зі Східної Галичини в Німеччину у першій третині XX ст. // Україна: культурна спадщина, національна свідомість, державність. — Львів, 2008. — Вип. 16.
- Етнодемографічний розвиток Галичини за умов австрійського панування // Галичина: етнічна історія. Тематичний збірник статей. — Львів: Видавничий центр ЛНУ ім. Івана Франка. 2008. — С. 116—130.
- Василь Мудрий — громадський діяч, політик, публіцист. — Дрогобич: Редакційно-видавничий відділ ДДПУ імені Івана Франка, 2009. — 240 с.
- Суспільна опіка греко-католицької церкви над українською еміграцією у Боснії та Герцеговині (кінець XIX — початок XX ст.). Україна–Європа–Світ. — 2011. — Вип.5. — ч.2.
- Греко-католицька церква у США наприкінці XIX — на початку XX ст.: проблеми становлення // Україна: культурна спадщина, національна свідомість, державність. Вип.21. НАН України, Інститут українознавства ім. І. Крип'якевича. Львів, 2012. С.361-369.
- «Бразилійський гаразд» Андрія Чайковського: історична реальність чи художній вимисел ? // Вісник Львівського університету. Серія історична. — Львів: ЛНУ ім. Івана Франка, 2013. — Вип. 48. — С. 104—114.
- З Галичини до Америки: подорож українського емігранта (кінець XIX — початок XX ст.) // Lwów: miasto-spoleczeństwo-kultura. Studia z dziejów Lwowa pod redakciją Kazimierza Karolczaka і Łukasza Sroki. — Kraków, 2014. — T.IX. — S. 136-144.
- Вплив Першої світової війни на еміграцію із Західної України // Перша та друга світові війни в історії людства (до 100-річчя початку Першої і 75-річчя початку Другої світових воєн): монографія. — Київ, 2014. — С. 213—226.
- Йосип Олеськів. Життя і діяльність. — Львів: Проман, 2014. — 440 с. (у співавторстві).
- Польська еміграція із Західної України до Бразилії у міжвоєнний період. Україна: культурна спадщина, національна свідомість, державність. Вип.21. НАН України, Інститут українознавства ім. І. Крип'якевича. — Львів, 2015. — С. 113—122.
- Зоя Баран, Степан Качараба, Руслан Сиромський, Богдан Чума. Історія країн Західної Європи та Північної Америки Нового часу. Кінець XV — початок XIX ст. — Київ: Знання, 2015. — ISBN 978-617-07-0208-1.
- Німецька еміграція із Західної України у міжвоєнний період (1919—1939 рр.) // Німці в історії Волині. Матеріали Міжнародної науково-практичної конференції. Луцьк, 1-2 жовтня 2015 р. — Луцьк: ПК «Твердиня», 2016. — С. 212—218.